# Les Tuche 3 : Liberté, Égalité, Fraternituche
Série Les Tuche
Les Tuche 2 : Le Rêve américain
(2016) Les Tuche 4
(2021)
Pour plus de détails, voir Fiche technique et Distribution.
Les Tuche 3 (sous-titré Liberté, Égalité, Fraternituche) est une comédie française coécrite et réalisée par Olivier Baroux, tournée en 2017 et sortie en 2018.
Il s'agit du troisième volet de la série de films Les Tuche.
Deux ans après le rêve américain, la famille Tuche revient à ses anciennes habitudes. Élu maire de Bouzolles, Jeff décide de se présenter à l'élection présidentielle, pour faire en sorte que le TGV qui passe par Bouzolles s'y arrête. Il ressort grand vainqueur de l'élection avec 57 % des voix. Le nouveau président de la République va devoir exercer son pouvoir sur la France.
Ayant réussi la meilleure performance d'un film français au box-office national en 2018, il a été récompensé par le César du public en 2019.

## Synopsis
La famille Tuche est revenue à Bouzolles. Jeff porte toujours sa coiffure « moussue », Cathy prépare des frites et leurs enfants les entourent : Stéphanie n'a plus son petit-ami Georges, Wilfried est divorcé de Juan et cultive son look de rappeur, et le cadet, Donald, en pleine crise d'adolescence mais dont l'intelligence et le calme tranchent avec le reste de la famille, renonce à aller à Polytechnique. Maire de la commune, Jeff Tuche inaugure le passage du TGV dans sa commune. À sa grande surprise, le TGV passe bien à l'heure prévue, mais ne s'arrête pas. Il téléphone alors à l'Élysée, sans parvenir à joindre le président Papin. Il décide alors de se présenter à l'élection présidentielle, non pas pour être élu mais pour obtenir l'arrêt du TGV à Bouzolles.
Classé cinquième au premier tour d'après les premiers résultats, il se retrouve deuxième face à l'actuel président Papin, après l'éviction de trois candidats placés avant lui, tous pris dans des affaires révélant leur corruption ou leurs contradictions. Le débat entre les deux candidats tourne à l'avantage de Jeff Tuche qui, par ses provocations, pousse Papin à insulter l'ensemble des Français. Jeff est élu avec 57 % des voix.
La famille Tuche s'installe à l'Élysée, sans véritablement modifier ses manières ni son mode de vie. Cathy lave le linge, fait les courses au supermarché du quartier et apprend au chef cuisinier de l'Élysée à préparer les frites à sa manière. Stéphanie se lie avec un auteur de pièces de théâtre branché, Barna Bé. La grand-mère, mamie Suze, devient par ses excentricités l'égérie d'une marque de vêtements. Quant à Donald, il suit une thérapie.
Le secrétaire général de l'Élysée, Bichon, se place au service de Jeff Tuche, mais reste secrètement fidèle à Papin. Il s'arrange pour se faire nommer Premier ministre, les amis de Jeff ayant refusé le poste pour ne pas s'éloigner de Bouzolles. Jeff vend dix avions Rafale à l'Allemagne en pariant avec la chancelière Angela Merkel sur la victoire de la France à un match de football entre les deux pays : un coup de téléphone de sa part aux joueurs à la mi-temps suffit à les motiver pour remporter la rencontre. Donald revient de sa thérapie, transformé par sa première expérience avec une fille, et propose à Jeff de rétablir les finances de la France en taxant les entreprises du CAC 40. Jeff parvient à faire accepter ce projet en organisant la première grève de l'histoire de la présidence de la République. Jeff lance aussi une série de projets qu'il a élaborés sur des petits papiers stockés dans un sac banane accroché à sa ceinture. Il rajoute ainsi un jour férié avant et après chaque jour férié.
Enfin Stéphanie annonce à son petit-ami Barna Bé qu'elle est enceinte. Celui-ci la quitte brutalement : il ne s'était lié avec elle que pour obtenir la matière d'un livre se moquant indirectement de la famille de Tuche. Sept mois plus tard, Stéphanie accouche d'un enfant métis, alors que Stéphanie et Barna sont tous deux blancs : le père est en réalité Georges, l'ancien amoureux de Stéphanie, qui se remet alors en couple avec elle. Le bébé est présenté à l'Élysée : il porte une coiffure « moussue » semblable à celle de Jeff : c'est bien un Tuche.
Dans une scène du générique, Jeff Tuche est par la suite élu pape à Rome, salue la foule depuis le balcon de la Basilique Saint-Pierre et présente sa femme.

## Fiche technique
Sauf indication contraire, les informations mentionnées dans cette section peuvent être confirmées par les bases de données cinématographiques IMDb et Allociné,  présentes dans la section « Liens externes ».
- Titre original : Les Tuche 3
- Titre français : Les Tuche 3, liberté, égalité, fraternituche
- Réalisation : Olivier Baroux
- Scénario : Olivier Baroux, Nessim Chikhaoui, Julien Hervé, Philippe Mechelen et Jean-Paul Rouve
- Musique : Martin Rappeneau
- Décors : Perinne Barré
- Costumes : Sandra Gutierrez
- Photographie : Christian Abomnes
- Son : Madone Charpail, Jean-Paul Hurier, Jon Goc
- Montage : Flora Volpelière
- Production : Richard Grandpierre
  - Production déléguée : Frédéric Doniguian
  - Coproduction : Ardavan Safaee
- Sociétés de production[1] : Eskwad, Pathé Films, TF1 Films Production, Gialla Productions et Jouror Productions, avec la participation de Canal+, Ciné+, TF1 et TMC
- Sociétés de distribution[2] : Pathé Distribution (France) ; Alternative Films (Belgique) ; Pathé Films AG (Suisse romande)
- Budget : 13 090 000 €[3]
- Pays de production :  France
- Langue originale : français
- Format[4],[2] : couleur — 2,35:1 (CinemaScope) — son Dolby 5.1
- Genre : comédie
- Durée : 92 minutes
- Dates de sortie[5] :
  - France, Belgique, Suisse romande : 31 janvier 2018[6],[7]
- Classification[8] :
  - France : tous publics[9]
  - Belgique : tous publics (Alle Leeftijden)[6]
  - Suisse romande : interdit aux moins de 8 ans[10]

## Distribution
- Jean-Paul Rouve : Jeff Tuche, président de la République
- Isabelle Nanty : Cathy Tuche, épouse de Jeff Tuche, Première dame de France
- Claire Nadeau : Mamie Suze, mère de Jeff (Charlotte Tuche)
- Sarah Stern : Stéphanie Tuche, fille de Cathy et Jeff
- Pierre Lottin : Wilfried Tuche, fils aîné de Cathy et Jeff
- Théo Fernandez : Donald Tuche, fils cadet de Cathy et Jeff
- Nicolas Maury : Barna Bé
- Olivier Baroux : Monnier
- Scali Delpeyrat : Bernard Bichon, le secrétaire général de l'Élysée
- Ralph Amoussou : Georges Diouf
- Philippe Magnan : Michel Papin, le président sortant (battu par Jeff Tuche)
- Stéphan Wojtowicz : le psy
- Roland Marchisio : le ministre de l'Éducation nationale
- François Bureloup : Angela Merkel
- Philippe Vieux : Jacky Clic-Clac
- Jean-Luc Porraz : le général Grandpierre
- Jean-Michel Lahmi : Jean-Jacques Pétadier, le candidat d'extrême droite à l'élection
- Marc Duret : Laurent Dupuis, le candidat destitué pour emploi fictif
- Bruno Delport: le candidat écolo Antoine Lebiot
- Guillaume Bouchède : Le conducteur du TGV
- Yann Papin : Éric Jouteux, le chef cuisinier de l'Élysée
- Eric Kara : Nestor
- Fabien Ara : Fredéric Joncquart
- Lou Gala : Vanessa
- Christian de la Cortina : Juan, l'ex-mari de Wilfried Tuche
- Mathilde Ripley : Nathalie
- Pasquale d'Inca : Dédé, le tenancier du bar de Bouzolles
- Geoffroy De La Taille : un ministre
- Caroline Fostinelli : l'infirmière Nestor
- Michel Chesnau : le maire donnant sa signature à Jeff contre le gratin de Cathy
- Clément Vieu : le client du supermarché
- John Sehil : un jardinier de l'Élysée
- Jemma Franses : une mannequin
- Lionel Cecilio : le présentateur de CNews
- Bernard Lanneau : général des armées
- Bertrand Nadler : le journaliste du Figaro
- Jean-Pierre Pernaut : lui-même
- Manuel Neuer: lui-même
- Antoine Griezmann: lui-même

## Production

### Préproduction
Il s'agit de la suite du film Les Tuche 2 : Le Rêve américain sorti en 2016.
L'acteur Jean-Paul Rouve annonce sur son compte twitter que l'écriture du scénario avait été terminée début 2017.

### Tournage
Le tournage débute le 29 mai 2017. Le réalisateur Olivier Baroux confirme que ce troisième volet sera tourné en partie à Paris, notamment sur la passerelle Debilly. Une scène est également tournée au magasin Netto de La Norville, ainsi qu’aux gares Beynes et de Maintenon, et au terrain de rugby Jean-Loustau de Pontoise avec l'équipe du RCACP. Le tournage s'achève fin août 2017.
Initialement, le réalisateur Olivier Baroux souhaitait tourner au Palais de l'Élysée, mais le plan Vigipirate en vigueur à cette époque, fut incompatible avec les exigences du tournage d'un long métrage. Le château de Voisins dont l'architecture est proche de la résidence présidentielle, accueille donc le film comme il l'avait fait pour l'équipe d'Hunger Games : La Révolte, partie 2.
Le jeudi 30 novembre 2017, l'affiche du film fut dévoilée.
Deux faux raccords sont visibles dans le film :
- Lorsque la télévision diffuse le trajet des Tuche vers l'Élysée, une phrase s'inscrit au bas de l'écran, « Le porte-clé de la névada du président est un mini-décapsuleur. ». le N de Nevada est inscrit en minuscule alors qu'il s'agit d'un nom propre.
- Lorsque Cathy interpelle l'employé du supermarché, celui-ci termine de poser ses articles dans le rayon. Sur le plan qui suit, l'image de la caméra de surveillance montre que l'employé repose à nouveau les articles.
- Jeff devient pape à la fin alors que dans Les Tuche 4 il démissionne de son statut de président ce qui n’est pas possible.

## Accueil

### Sortie
Le film sort le 31 janvier 2018 en France. Le film était en séance spéciale au Festival international du film de comédie de l'Alpe d'Huez.

### Accueil critique
Le film est mal reçu tant par la presse que par les spectateurs : le site Allociné indique une moyenne de 2,5/5 pour la critique de presse et 2,1/5 pour les spectateurs.
La majorité des critiques de presse (Télérama, Le Parisien, Écran large, etc.) donnent une critique négative du film.
Le film emballe les critiques des journaux Le Monde et Le Figaro, qui attribuent au film une note de 4/5. Isabelle Régnier, pour le premier, pense qu'« on est loin de l’écriture calibrée symptomatique du tout-venant de la comédie française contemporaine, de ses gags appuyés qui donnent envie de regarder ailleurs pour tuer l’ennui. Ce qui fait rire ici a plutôt à voir avec le rythme, le contre-pied, la joie anarchiste et bon enfant avec laquelle les acteurs s’abandonnent à la folie de leur univers et vous invitent joyeusement à leur emboîter le pas ». François Aubel, du second journal, est « pour » le film : « Ce renversement des valeurs, le pays d'en bas qui goûte aux privilèges d'en haut, ne doit pas faire oublier que Les Tuche reste une comédie. Plus corrosive que dans les deux premiers volets. Encore plus drôle aussi, digne des riches heures des Nuls de Chabat ou [sic] Carette. »
Jean-Baptiste Morin, du magazine Les Inrockuptibles, est plus mitigé : « Certes, les blagues ne sont pas toujours drôles, mais, une fois de plus, Rouve et Nanty sont drôles en eux-mêmes, même quand ils ne disent rien, ne font rien. Ils sont grands. »
Quant à Guillaume Loison et Nicolas Didier, des magazines Le Nouvel Observateur et Télérama, ils sont nettement moins convaincus. Le premier y voit « méfiance hargneuse des élites, conservatisme rampant : sous son burlesque de sous-bois, ce troisième volet dégouline de démagogie ». Quant au second, il trouve qu'« Olivier Baroux voudrait brocarder la condescendance des élites politiques. Il ne propose qu’une succession de sketchs paresseux et prévisibles ».

### Box-office
Le jour de sa sortie, le film réunit 401 042 spectateurs et s'offre le douzième meilleur démarrage d'un film au box-office en France. Il établit un record car le démarrage des deux films précédents réunis, Les Tuche et Les Tuche 2 : Le Rêve américain, ne dépassent pas le nombre d'entrées du troisième. Au bout d'une semaine d'exploitation en salles, le film rassemble 2 201 007 spectateurs et effectue le meilleur démarrage du box-office français annuel. La semaine suivante, le film se retrouve à la seconde place du box-office derrière Cinquante nuances plus claires en réunissant 1 254 001 spectateurs supplémentaires et cumule 3 455 008 entrées. Le film érotique de James Foley réunit 3 649 spectateurs de plus que la comédie d'Olivier Baroux cette semaine-là. Avec 5 687 200 entrées lors de la 10e semaine, Les Tuche 3 s'installe à la première place du box-office français de 2018, avant d'être dépassé par Les Indestructibles 2 au mois d'octobre.
| Pays ou région | Box-office        | Date d'arrêt du box-office | Nombre de semaines |
| -------------- | ----------------- | -------------------------- | ------------------ |
| France         | 5 687 200 entrées | 10 avril 2018              | 10                 |
| Total mondial  | 6 053 966 entrées | 10 avril 2018              | 10                 |

## Distinction

### Récompenses
- César 2019 : César du public pour Olivier Baroux[31],[32].

## Suite
- Une troisième suite est sortie en 2021 : Les Tuche 4[33].
- Les Tuche : God Save the Tuche sortira en 2025[34].

## Autour du film
- Si Donald assurait la narration dans les deux précédents films, c'est Cathy qui prend ici le relais.
- Dans ce troisième volet, on apprend enfin le vrai nom de Mamie Suze : elle se nomme Charlotte Sylvie Mignonnette Tuche[35].
- Dans le rôle du général de l'armée française, on retrouve le comédien Bernard Lanneau. Spécialisé dans le doublage, il est entre autres les voix françaises de Kevin Costner, Dennis Quaid, Alec Baldwin et Michael Keaton.
- Le candidat Laurent Dupuis, qui est arrêté pour emploi fictif, est une caricature de François Fillon.
- Le journaliste Jean-Pierre Pernaut joue son propre rôle dans le film.
- Manuel Neuer et Antoine Griezmann sont présents dans le match France-Allemagne que les Tuche regardent. Les Tuche sont déçus après un arrêt de Neuer sur une accélération de Griezmann.
- Le TGV utilisé lorsqu'il s'arrête à Bouzolles est la rame duplex 235.
- Ce film est, pour son scénario, en partie inspiré de celui d'un film italien de 2013 : Benvenuto Presidente! (it) de Riccardo Milani.